# ПЕН-клуб
ПЕН-клуб (англ. PEN International) — международная правозащитная неправительственная организация, объединяющая профессиональных писателей, поэтов и журналистов, работающих в различных литературных жанрах.

## История
Название клуба — ПЕН — аббревиатура от английских слов «poet» (поэт), «essayist» (эссеист), «novelist» (романист), складывающаяся в слово «PEN» — перо/ручка. Целью организации является содействие творческому сотрудничеству писателей всего мира и их объединению для поддержки «людей слова», которые подвергаются гонениям и преследованиям. Организация поддерживает писателей, находящихся в тюремном заключении, испытывающих материальные трудности, либо замалчиваемых политическими режимами, которые участники клуба определяют как репрессивные.
ПЕН-клуб был учрежден 5 октября 1921 года в Лондоне по инициативе английской писательницы Кэтрин Эми Доусон-Скотт и писателя Джона Голсуорси, который стал первым руководителем клуба.
Руководящий орган ПЕН-клуба — международный совет, в который входят президент, переизбираемый каждые два года, генеральный секретарь, казначей и 7 членов, представляющие ПЕН-центры разных стран. Президент ПЕН-клуба в настоящее время — американо-мексиканская писательница Дженифер Клемент.
Из хартии Международного ПЕН-клуба:

ПЕН-клуб отстаивает принципы беспрепятственного обмена информацией внутри каждой страны и между всеми народами, его члены обязуются выступать против любого подавления свободы слова в той стране и в том сообществе, к которому они принадлежат, равно как и во всем мире, где это представляется возможным. ПЕН-клуб решительно выступает за свободу прессы и против произвольного применения цензуры в мирное время. Члены ПЕНа обязуются бороться с такими пагубными проявлениями свободной прессы, как лживые публикации, преднамеренная фальсификация и искажение фактов в политических и личных целях.

## Структура

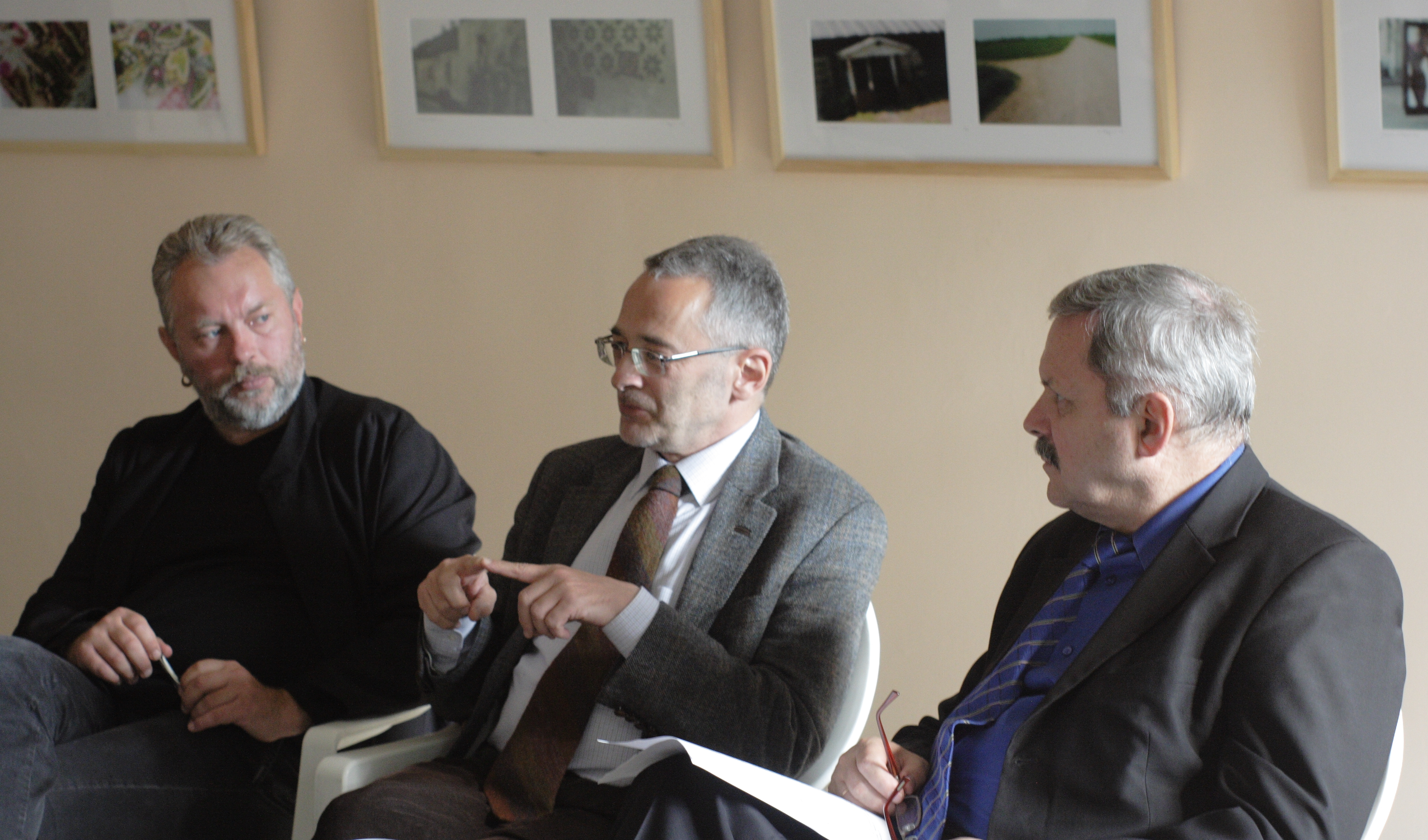
Главы ПЕН-клубов Литвы, Польши и Украины — Геркус Кунчюс, Адам Поморский и Мирослав Маринович (слева направо, 2013 год)

На 2010 год в клуб входило 144 национальных центра из 101 страны. Национальные центры формируются по языковому принципу. Согласно документам организации членство в ПЕН-клубе открыто для всех профессиональных писателей независимо от национальности, языка, расы или вероисповедания. В последние годы в ПЕН-клуб принимают не только поэтов, писателей и журналистов (эссеистов), но и переводчиков, редакторов и издателей — всех, кто профессионально в том или ином качестве работает со словом. Решение о приеме принимает исполнительный комитет ПЕН-клуба. Согласно уставу главной сферой деятельности клуба является защита писательских прав, борьба за свободу слова и личности, против цензуры. Первое положение устава гласит: «Национальная по своему происхождению литература не знает границ».
В рамках международного ПЕН-клуба действуют следующие комитеты: «Писатели в заключении» (штаб-квартира в Лондоне), «Писатели-женщины» (Австралия), по вопросам перевода и лингвистики (Скопье), «Писатели в эмиграции» (Торонто), «Писатели за мир» (Любляна).
Ежегодно ПЕН-клуб проводит всемирные конгрессы поочередно в Европе, Азии, Африке и Америке — в странах, где имеются национальные ПЕН-центры. В 2000 году в России впервые прошел Всемирный конгресс ПЕН-клубов под председательством лауреата нобелевской премии Гюнтера Грасса.

## Президенты ПЕН-клуба
| Президенты международного ПЕН-клуба | Президенты международного ПЕН-клуба |
| --- | ----------------------------------- |
| Джон Голсуорси | 1921—1932                           |
| Герберт Уэллс | 1932—1935                           |
| Жюль Ромэн | 1936—1939                           |
| Президентский комитет военного времени: - Ху Ши (1941—47) - Дени Сора (1941—47) - Герберт Уэллс (1941—46) - Хермон Ульд (1941—47) - Торнтон Уайлдер (1941—47) - Э. М. Форстер (1946—47) - Франсуа Мориак (1946—47) - Иньяцио Силоне (1946—47) | 1941—1947                           |
| Морис Метерлинк | 1947—1949                           |
| Бенедетто Кроче | 1949—1953                           |
| Чарлз Морган | 1954—1956                           |
| Андре Шамсон | 1957—1959                           |
| Альберто Моравиа | 1960—1962                           |
| Виктор Э. ван Врисланд | 1963—1965                           |
| Артур Миллер | 1966—1969                           |
| Пьер Эмманюэль | 1970—1971                           |
| Генрих Бёлль | 1972—1973                           |
| Виктор Соден Притчетт | 1974—1976                           |
| Марио Варгас Льоса | 1977—1979                           |
| Пер Вестберг | 1979—1986                           |
| Фрэнсис Кинг | 1986—1989                           |
| Рене Тавернье | май — ноябрь 1989                   |
| Пер Вестберг (и. о.) | ноябрь 1989 — май 1990              |
| Дьёрдь Конрад | 1990—1993                           |
| Роналд Харвуд | 1993—1997                           |
| Омеро Аридхис | 1997—2003                           |
| Иржи Груша | 2003—2009                           |
| Джон Ролстон Сол | 2009—2015                           |
| Дженифер Клемент | 2015 — настоящее время              |
| |                                     |